# Кормовий прапор

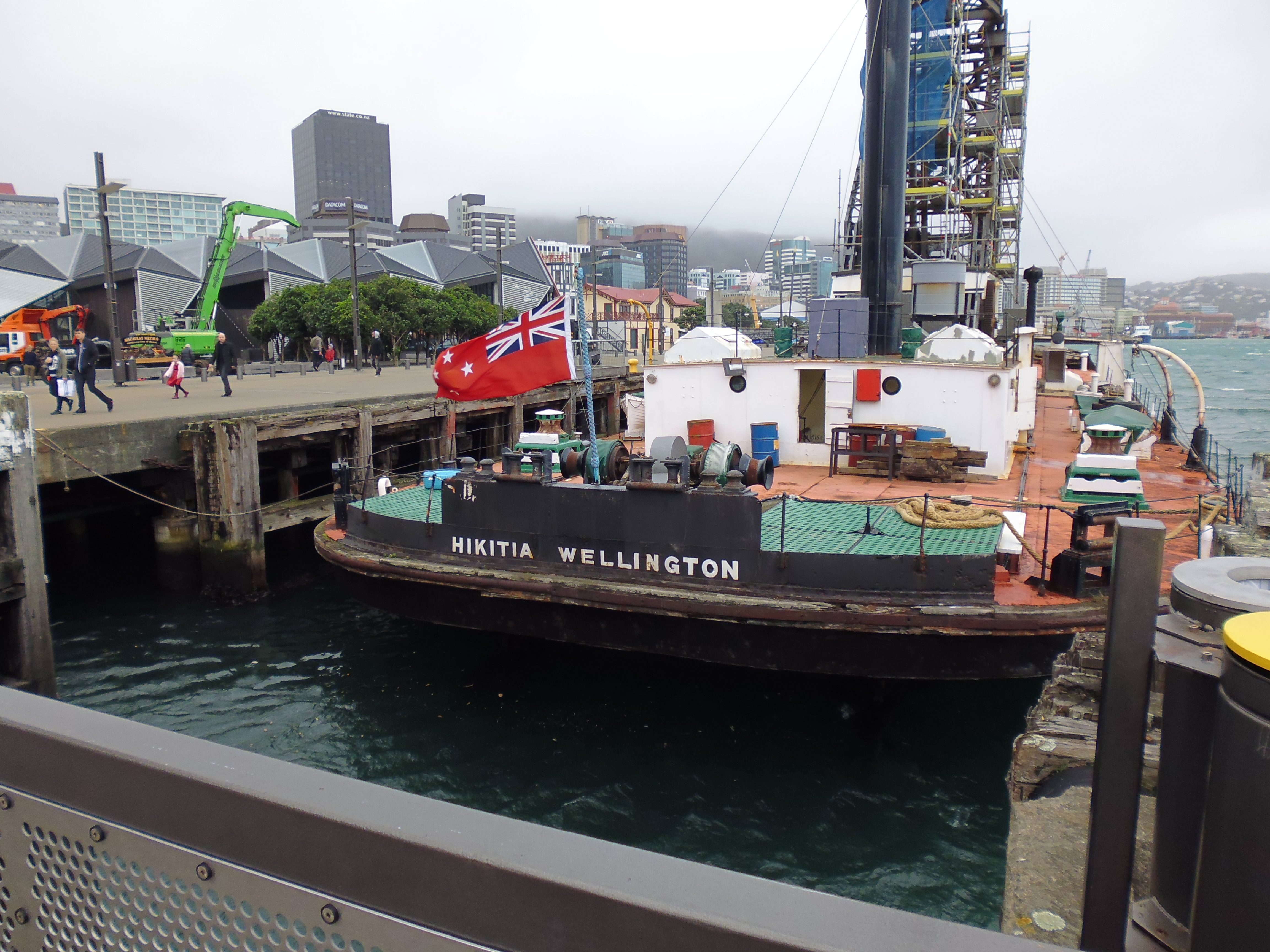
Національний цивільний прапор Нової Зеландії на кормі судні Гікітія

Кормовий прапор — військово-морський, національний або особливо встановлений прапор, піднятий на кормовий флагшток або гафель кормової щогли корабля (бізань-щогли або грот-щогли). Військово-морський прапор (також відомий як бойовий прапор) зазвичай використовують на бойових кораблях, він може відрізнятися від цивільного морського прапора (для торгових суден) або морського прапора для яхт (прогулянкові човни). Великі версії військово-морських прапорів називають бойовими прапорами, їх піднімають перед початком бою. Прапор відрізняється від гюйса, який піднімають на гюйсштоці на носу судна. У ВМФ України роль кормового виконує Військово-морський прапор Збройних Сил України, який судна на якорі підіймають на флагштоці з 8-ї години ранку (у святкові дні з 9-ї години) до заходу Сонця, а судна на ходу несуть на флагштоку чи гафелі цілодобово. Кораблі, що будуються на заводах, від початку розміщення на них особового складу і до дня включення їх до складу Військово-морських сил підіймають на кормовому флагштоці (в інших випадках — на гафелі) Державний прапор України.

## Національні морські прапори
На морі кормовий прапор піднімають над кораблем або човном для визначення його приналежності. Окрім того, що він показує приналежність до країни, він може мати додаткову інформацію (наприклад, що це цивільне, бойове або поліцейське судно), окрім національної приналежності. Це особливо поширено серед країн Співдружності та Європи.
Зазвичай прапор піднімають на кормовому флагштоці, коли корабель в порту, а під часу походу прапор піднімають на гафелі (якщо є) або на грот-щоглі.
Вексилологи виділяють три варіанти національного прапора, коли той використовують як кормовий:
- Цивільний прапор (символ ) піднімають над торговим або прогулянковим судном.
- Державний або урядовий прапор (символ ) піднімають на урядових кораблях, таких як кораблі берегової охорони.
- Бойовий прапор (символ ) піднімають на кораблях військово-морських сил.[4]

Багато країн використовують національний прапор як кормовий; наприклад, у США, усі кораблі морських служб федеральної влади США, окрім берегової охорони, ходять під національним прапором, хоча кораблі деяких компаній мають свої прапори як «відзнаку». Інші країни (такі як Велика Британія, Україна, Італія, Росія, Південна Африка, Австралія, Нова Зеландія та Японія) використовують інші прапори. Такі прапори суворо регулюються і вказують чи є судно бойовим, торговельним, королівським поштовим кораблем або яхтою.
Деякі національні прапори країн Співдружності мають в основі прапор Великої Британії. Найбільш відомими серед них є прапори Австралії, Нової Зеландії і деяких малих острівних держав. Можливо, що прапор США походить від британського червоного кормового прапора або від прапора Британської ост-індійської компанії.

## Повітряні знамена
З відокремленням ВПС від цивільної авіації у першій половині 20-го століття, було прийнято ряд відмітних прапорів. Їх можна поділити на прапори військово-повітряних сил (часто світло-блакитні кольори, наприклад, прапор Королівських ВПС) та цивільної авіації.

## Галерея

Кормовий прапор Королівських австралійських ВМС
Кормовий прапор Королівських австралійських ВПС
Кормовий прапор ВМС Бельгії
Кормовий прапор ВМС Єгипту
Кормовий прапор фінського яхт-клубу. X в колі представляє емблему клубу
Цивільний та військово-морський прапор Франції
Кормовий прапор ВМС Німеччини
Кормовий прапор ВМС Індії
Військово-морський прапор Італії
Військово-морський прапор Імперських ВМС Японії і морських сил оборони Японії
Кормовий прапор ВМС М'янми
Кормовий прапор ВМС Північної Кореї
Кормовий прапор Королівських ВМС Норвегії
Кормовий прапор ВМС Польщі
Кормовий прапор ВМС Росії
Кормовий прапор іспанських яхт
Кормовий прапор ВМС Шрі-Ланки
Кормовий прапор ВМС Таїланду
Кормовий прапор ВМС України
Білий прапор, який використовують на британських військових суднах
Червоний кормовий прапор, який використовують на британських цивільних суднах
Кормовий прапор берегової оборони США
Кормовий прапор Королівських ВМС Нідерландів